# Nonato
Raimundo Nonato de Lima Ribeiro (Viseu, 5 juli 1979), ook wel kortweg Nonato genoemd, is een Braziliaans voetballer.